# Shinpū
Shinpu (しんぷう?, Shinpū) è una lettura alternativa e più solenne dei caratteri sinogiapponesi che formano la parola Kamikaze. In Giappone questa lettura formale è sovente preferita per indicare l'espressione "vento divino". Queste parole diedero il nome ai corpi dell'aviazione del Sol Levante adibiti a missioni suicide (神風特別攻撃隊?, Shinpū tokubetsu kogeki tai) negli ultimi periodi della Guerra del Pacifico, durante la Seconda guerra mondiale. La diffusione del termine "kamikaze" a scapito di "shinpū" è dovuta a una erronea interpretazione dei kanji 神風?, Kamikaze / Shinpū da parte dell'interprete della marina militare degli Stati Uniti.